# 桂阳街道
桂阳街道，是中华人民共和国重庆市垫江县下辖的街道辦事處。

## 行政区划
桂阳街道下辖以下地区：新村社區居委會，南陽社區居委會，西湖社區居委會，春花社區居委會，月陽社區居委會，文畢社區居委會，龍鳳
社區居委會，萬安社區居委會，天馬社區居委會，天寶社區居委會，十路村委會，黎民村委會，群山村委會，永興村委會。